# 60の練習曲によるヴィルトゥオーゾ・ピアニスト
『60の練習曲によるヴィルトゥオーゾ・ピアニスト』（Le Pianiste virtuose en 60 exercices）は、フランスの作曲家、シャルル＝ルイ・アノン（ハノン）が作曲したピアノのための練習曲集。
日本では『ハノンピアノ教本』として知られ、一般的にハノンと言った場合は作曲者ではなくこの練習曲集のことを指す場合が多い。

## 概要
1873年にブローニュ＝シュル＝メールで出版されたこの練習曲集は、ハノンの作品の中でも最も有名なものであり、今日でもピアノ学習者や教師にとって、バイエルやツェルニーなどの練習曲と並んで、標準的な教材の1つとして用いられている。
しかし、この練習曲も他の作品と同様に単純な音型の連続であり、単なる指の訓練のための練習曲であるため、ショパンの練習曲ような音楽性のあるものではない。したがって、音楽の感性を高めることや音楽を表現することには適していない。

## 曲の構成

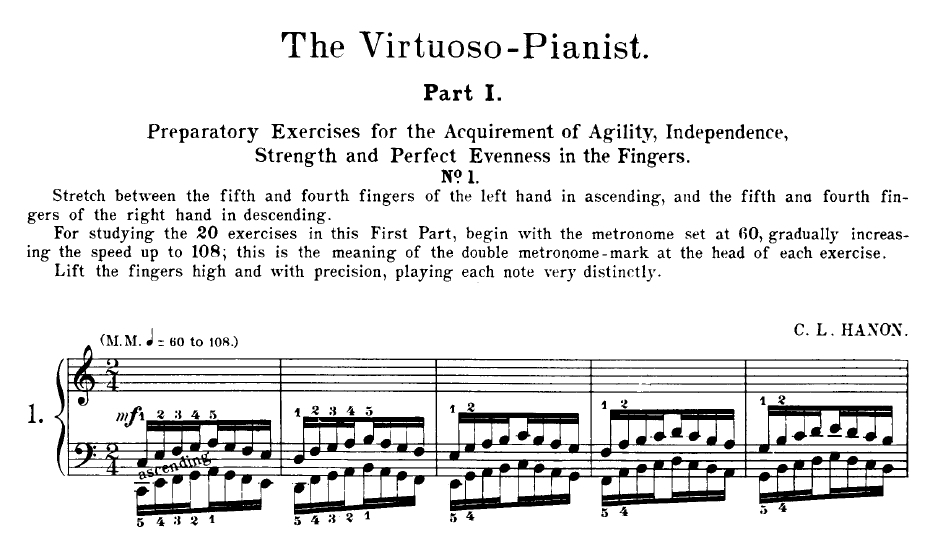
練習曲第1番（冒頭）

3部構成、全60曲から成っている。
第1部（第1番～第20番）
どの指も「素早く動く」、「1本ずつ独立させる」、「力強くなる」、「つぶをそろえる」ための練習。全20曲からなる。
第2部（第21番～第43番）
さらに進んだテクニックを得るための練習。全23曲からなる。
第3部（第44番～第60番）
最高のテクニックを得るための練習。全17曲からなる。この第3部は前2部に比べて難易度が高いため、ハノン自身は前2部を完全に習得してから演奏することを勧めている。

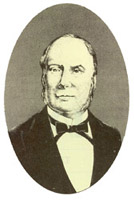
シャルル＝ルイ・アノン

全60曲すべてを習得した後、ハノンはテクニックを維持するためにすべての練習曲を毎日行うことを勧めており、また、ハノン自身によるあとがきには『全部をひいても、たった1時間である』と書かれているが、1曲を1分で演奏するのは到底不可能なので、曲集の扱い方には注意しなければならない。
また、第46番の後半で、譜面上に「モーツァルトは、トリルの練習にこの練習曲を用いた」といった解説が書かれていることがあるが、ハノンが生まれたときには既にモーツァルトは故人であるため、何故このような解説が書かれているのかは不明である。